# Salvatore Jacolino
Salvatore Jacolino (Agrigento, 24 dicembre 1950) è un allenatore di calcio ed ex calciatore italiano, di ruolo centrocampista.

## Caratteristiche tecniche
Giocava come mezzala o come centravanti arretrato. Tecnicamente dotato, era carente dal punto di vista della forza fisica.

## Carriera

### Giocatore

Jacolino (al centro) con la maglia della SPAL, tra gli atalantini Bertuzzo e Mastropasqua, prima della sfida di Bergamo del 9 gennaio 1977.

Torinese d'adozione, essendovi arrivato quando aveva un anno e mezzo, trascorse 10 anni nel vivaio della Juventus ed esordì in Serie A il 26 aprile 1970, nella partita contro il Bari giocata dai bianconeri sul neutro di Napoli. Nel 1970 fu ceduto al Piacenza, in Serie C, dove mise a segno 7 reti in 24 partite; rientrato alla Juventus, passò alla Ternana, con cui ottenne una promozione in A (1971-1972), e in seguito militò nel Brescia (3 stagioni in Serie B) e nella SPAL. Chiuse la sua carriera da calciatore nel 1981, dopo quattro stagioni alla Biellese, in Serie C.
In carriera ha totalizzato complessivamente 15 presenze in Serie A (una con la Juventus, 14 con la Ternana) realizzando una rete (nel pareggio contro il Palermo), e 146 presenze e 12 reti in Serie B.

### Allenatore
Una volta intrapresa la carriera di allenatore ha guidato quasi esclusivamente squadre piemontesi. Iniziò con le giovanili della Juventus, subito dopo il ritiro, rimanendo a Torino per il successivo decennio. Dopo avere lasciato il vivaio bianconero esordì alla guida di una prima squadra allenando per alcuni mesi la Viterbese, che di lì a poco sarebbe stata acquistata da Luciano Gaucci, nel campionato di Serie C2 1998-1999: Jacolino fu però esonerato e sostituito da Paolo Beruatto col quale, al termine della stagione, la formazione laziale ottenne la promozione in Serie C1. In seguito allenò Cuneo e Borgosesia nelle stagioni successive; allenò poi le prime squadre di Ivrea, con cui raggiunse il primo posto in Serie D nel 2001-02, perdendo poi lo spareggio-promozione con il Savona, Biellese e Casale, con cui vinse la Serie D 2003-2004.
Con la Canavese vinse nuovamente il torneo al termine della stagione 2006-07, portando per la prima volta i blu-granata tra i professionisti. Ingaggiato dall'Alessandria, la condusse alla vittoria del campionato 2007-08 con cinque giornate di anticipo (fu la terza promozione in Serie C2 della sua carriera) e la guidò nel 2008-2009 in un buon girone d'andata, per poi venire esonerato il 20 gennaio 2009 dopo una serie di risultati negativi. Nella stagione 2009-2010 è al Savona, che ha portato dalla Serie D alla Lega Pro Seconda Divisione. Il 3 giugno 2010 gli subentra Gennaro Ruotolo.

Jacolino (in basso, terzo da sinistra) allenatore della squadra Primavera della Juventus nella stagione 1986-1987

Nella stagione 2010-2011 arriva al Cuneo, subentrando all'esonerato Danilo Bianco alla quinta giornata, con la squadra terz'ultima in classifica. A fine stagione vince il campionato con 9 punti di vantaggio sulla seconda classificata. Il Cuneo partecipa quindi alla Poule Scudetto e si laurea Campione d'Italia di categoria a Treviso battendo in finale il Perugia. A fine stagione rassegna le dimissioni dall'incarico di allenatore della squadra piemontese.
Nell'ottobre 2011 (a campionato in corso) viene chiamato alla guida della Biellese, formazione di Eccellenza Piemonte con un recente passato nei campionati professionistici della serie C, dimettendosi poi a fine febbraio, dopo aver raccolto 22 punti in 15 partite. Nel luglio 2012 viene assunto alla guida dell'Acqui, rinunciando all'incarico dopo pochi giorni per motivi familiari. Il 28 ottobre 2014 torna sulla panchina del Cuneo: subentrato a Riccardo Milani con la squadra in undicesima posizione, al termine della stagione vince il campionato ottenendo la promozione in Lega Pro. Il 20 marzo 2016 viene esonerato in seguito a tre sconfitte consecutive, con la squadra in zona playout a 28 punti.
Il 25 ottobre successivo, a seguito dell'esonero di Fabio Fraschetti (che gli era subentrato nella stagione precedente), gli viene nuovamente affidata la panchina del Cuneo, nel frattempo retrocesso in Serie D.. Sotto la sua guida i biancorossi piemontesi s'impongono come squadra leader del proprio girone, centrando infine la promozione in Lega Pro.
Risolto il contratto con il Cuneo sul finire del mese di maggio 2017, a giugno passa ad allenare il Varese, ma l'esperienza in Lombardia per Jacolino si rivela una delusione totale: i biancorossi alla sua guida si trovano solamente in dodicesima posizione con soli 16 punti conquistati in 20 gare e il 28 novembre 2017 rassegna le dimissioni da allenatore..

## Palmarès

### Giocatore
- Campionato italiano Serie C: 1

SPAL: 1977-1978 (girone B)

### Allenatore
- Campionato italiano Serie D: 6

Casale: 2003-2004 (girone A)
Canavese: 2006-2007 (girone A)
Alessandria: 2007-2008 (girone A)
Savona: 2009-2010 (girone A)
Cuneo: 2014-2015 (girone A), 2016-2017 (girone A)
- Scudetto Serie D: 1

Cuneo: 2010-2011